# Выборы глав субъектов Российской Федерации в 2001 году
В 2001 в России проходило значительное число выборов глав субъектов.
| Дата выборов                           | Вид выборов                                                      | Результаты выборов (избранное должностное лицо, повторное голосование, недействительность выборов) | Итоги голосования (в процентах) | Примечания |
| 14 января 2001 года                    | Выборы губернатора Тюменской области                             | Сергей Собянин                                                                                     | активность — 54,25 % Сергей Собянин, первый заместитель Полномочного представителя Президента Российской Федерации в Уральском федеральном округе — 52,78 % Леонид Рокецкий, действующий губернатор — 28,90 % Александр Черепанов, депутат Тюменской областной Думы, выдвинут РКРП — 7,41 % Сергей Атрошенко, председатель Партии пенсионеров — 1,87 % Владимир Чертищев, депутат Госдумы (КПРФ) — 1,73 % Валерий Пантелеев, председатель Монархической партии России — 0,47 % против всех — 5,26 % | … |
| 14 января 2001 года                    | Выборы Главы администрации Ненецкого автономного округа          | | активность — 73,77 % Владимир Бутов, действующий глава — 68,28 % Александр Шмаков, генеральный директор региональной нефтяной компании «Полярное сияние» — 13,60 % Вячеслав Выучейский, председатель Собрания депутатов округа — 4,62 % Анатолий Мяндин, руководитель управления министерства РФ по налогам и сборам по Ненецкому автономному округу — 2,28 % Валентин Варанкин, начальник Контрольно-счетной палаты Собрания депутатов — 1,99 % Татьяна Фёдорова, глава администрации поселка Амдерма — 1,89 % Георгий Ястребов, председатель Комитета по земельным ресурсам и землеустройству округа — 0,96 % Феликс Чимбулатов, начальник геологического отдела ЗАО «Лукойл-Север» — 0,94 % Николай Кальчишков — 0,22 % Павел Ножнин, секретарь отделения Российской народно-республиканской партии — 0,17 % против всех — 3,52 % | … |
| 25 марта 2001 года                     | Выборы Президента Республики Татарстан                           | Минтимер Шаймиев, действующий президент                                                            | активность — 79,47 % Минтимер Шаймиев — 79,52 % Сергей Шашурин — 5,78 % Иван Грачёв — 5,47 % Роберт Садыков — 4,43 % Александр Фёдоров — 0,49 % против всех — 2,81 % | … |
| 25 марта 2001 года                     | Выборы губернатора Амурской области                              | Повторное голосование Александр Белоногов — Леонид Коротков                                        | активность — 44,02 % Анатолий Белоногов, действующий губернатор — 38,90 % Леонид Коротков, депутат Госдумы — 18,25 % Юрий Бобылёв, генеральный директор многоотраслевого производственно-коммерческого объединения «Союз» — 9,63 % Павел Штейн, глава Бурейского района области — 7,07 % Валерий Вощевоз, федеральный инспектор аппарата полпреда в ДФО по Амурской области — 6,53 % Виктор Лабушев, президент Ассоциации работников правоохранительных органов Амурской области — 4,76 % Евгений Волков, заместитель федерация профсоюзов Амурской области — 1,44 % Алексей Кушнир, главный редактор журнала «Народное образование» — 1,32 % Владимир Лада — 0,72 % против всех — 9,12 % | … |
| 8 апреля 2001                          | Выборы губернатора Амурской области (повторное голосование)      | Леонид Коротков                                                                                    | активность — 43,73 % Леонид Коротков — 49,42 % Анатолий Белоногов — 42,86 % против всех — 7,72 % | … |
| 8 апреля 2001 года                     | Выборы губернатора Тульской области                              | Повторное голосование Виктор Соколовский — Василий Стародубцев                                     | активность — 50,14 % Василий Стародубцев, действующий губернатор — 49,09 % Андрей Самошин, глава Ленинского района области — 20,96 % Виктор Соколовский, генеральный директор ОАО «Центргаз» — 18,62 % Андрей Брежнев, генеральный секретарь Коммунистического общественного политического движения — 1,18 % против всех — 8,00 % | В связи со снятием Самошиным своей кандидатуры повторные выборы проводились по кандидатурам Соколовского и Стародубцева |
| 8 апреля 2001 года                     | Выборы губернатора Эвенкийского автономного округа               | | активность — 62,28 % Борис Золотарёв, директор ЗАО «ЮКОС РМ» — 51,08 % Евгений Васильев, главный федеральный инспектор в Таймырском (Долгано-Ненецком) и Эвенкийском автономных округах — 35,09 % Георгий Васильев, учёный секретарь физико-технологического института Красноярского государственного технического университета — 2,74 % Александр Хоменко, генеральный директор производственного коммерческого предприятия «Эвенкиялес» — 1,56 % Александр Дружинин, заместитель исполнительного директора фонда губернаторских программ «Эвенкия» — 0,56 % Николай Супряга, глава администрации Илимпийского района — 0,27 % против всех — 3,63 % | … |
| 22 апреля 2001 года                    | Досрочные выборы губернатора Кемеровской области                 | | активность — 52,17 % Аман Тулеев, действующий губернатор — 93,54 % Сергей Неверов, депутат Госдумы — 0,71 % Николай Власов, директор фирмы «Пром-Маркет» — 0,66 % Пётр Сафонов, безработный — 0,35 % против всех — 3,23 % | … |
| 22 апреля 2001                         | Выборы губернатора Тульской области (повторное голосование)      | | активность — 39,07 % Василий Стародубцев — 71,44 % Виктор Соколовский — 17,16 % против всех — 9,89 % | … |
| 27 мая 2001 года                       | Выборы губернатора Приморского края                              | Повторное голосование Геннадий Апанасенко — Сергей Дарькин                                         | активность — 73,77 % Сергей Дарькин, генеральный директор рыболовецкого предприятия «Ролиз» — 23,94 % Виктор Черепков, экс-мэр Владивостока и депутат Госдумы — 20,02 % Геннадий Апанасенко, зам.полпреда Президента в Дальневосточном округе — 14,12 % Владимир Гришуков, первый секретарь обкома КПРФ, депутат Госдумы — 9,81 % Валентин Дубинин, и. о.губернатора — 7,87 % Александр Кириличев, гендиректор Приморского морского пароходства — 6,94 % Сергей Жеков, председатель краевой Думы — 4,57 % Игорь Черевков, главный редактор газеты «Дальневосточная республика» — 1,56 % Татьяна Локтионова, бывший председатель краевого Арбитражного суда — 0,48 % Владимир Гильгенберг, экс-вице-мэр Владивостока депутат краевой Думы — 0,33 % Юрий Рыбалкин, депутат краевой Думы — 0,27 % Владимир Омшарук, председатель регионального отделения движения «Честь и Родина» — 0,20 % Сергей Попов, предприниматель — 0,11 % против всех — 8,01 % | Выборы проводились в связи с отставкой прежнего губернатора Наздратенко. В связи с решением Приморского краевого суда от 14 июня об отмене регистрации Черепкова повторное голосование проводилось по кандидатурам Дарькина и Апанасенко. |
| 17 июня 2001                           | Выборы губернатора Приморского края (повторное голосование)      | Сергей Дарькин                                                                                     | активность — 36,00 % Сергей Дарькин — 40,17 % Геннадий Апанасенко — 24,28 % против всех — 33,71 % | … |
| 15 июля 2001 года                      | Выборы губернатора Нижегородской области                         | Повторное голосование Иван Скляров — Геннадий Ходырев                                              | активность — 37,31 % Геннадий Ходырев, депутат Госдумы (КПРФ) — 23,94 % Иван Скляров, действующий губернатор — 20,82 % Вадим Булавинов, депутат Госдумы — 19,07 % Дмитрий Савельев, временно не работающий — 12,58 % Андрей Климентьев, гендиректор ООО «Компания Парма» — 10,54 % Иван Карнилин, директор по социальным вопросам ОАО «ГМЗ» и депутат Нижегородской городской Думы — 0,79 % Владимир Грядасов, генеральный директор ЗАО «Ресурсы-НН» — 0,56 % Дмитрий Бирман, генеральный директор ООО «Карина Пром» и депутат Нижегородской городской думы — 0,44 % Вячеслав Каменский, начальник управления милиции по ОАО «ГАЗ» — 0,27 % Владимир Котерев, директор МУП «Нижегородгорсвет» — 0,22 % Ардальен Пантелеев, адвокат Нижегородской коллегии адвокатов — 0,22 % против всех — 8,17 % | … |
| 29 июля 2001                           | Выборы губернатора Нижегородской области (повторное голосование) | | активность — 37,68 % Геннадий Ходырев — 59,80 % Иван Скляров — 28,25 % против всех — 10,42 % | … |
| 29 июля 2001 года                      | Выборы губернатора Иркутской области                             | Повторное голосование Борис Говорин — Сергей Левченко                                              | активность — 36,53 % Борис Говорин, действующий губернатор — 45,05 % Сергей Левченко, депутат Госдумы (КПРФ) — 23,93 % Валентин Межевич, член Совета Федерации — 12,20 % Александр Балашов, заместитель начальника управления Восточно-Сибирского регионального управления по борьбе с организованной преступностью — 4,50 % Людмила Дробышева, заместитель декана факультета сервиса и рекламы Иркутского государственного университета — 3,36 % Николай Оскирко, юрист ОАО «Иркутскпищепром» (ЛДПР) — 1,27 % Иван Шендрик, главный энергетик Байкальского целлюлозно-бумажного комбината — 0,26 % против всех — 7,46 % | … |
| 19 августа 2001 года                   | Выборы губернатора Иркутской области (повторное голосование)     | | активность — 37,36 % Борис Говорин — 47,63 % Сергей Левченко — 45,26 % против всех — 5,57 % | … |
| 23 сентября 2001 года                  | Выборы губернатора Ростовской области                            | | активность — 48,31 % Владимир Чуб, действующий губернатор — 78,23 % Пётр Волошин, заместитель главы администрации Зимовниковского района — 7,21 % против всех — 12,68 % | … |
| 28 октября 2001 года                   | Выборы губернатора Орловской области                             | Егор Строев                                                                                        | активность — 48,31 % Егор Строев, действующий губернатор — 78,23 % Владимир Зябкин, преподаватель Орловского Государственного Университета — 1,60 % Василий Молоканов, председатель Орловского областного комитета государственной статистики — 1,18 % Станислав Мац, генеральный директор ОАО «Орловский завод силикатного кирпича» — 0,56 % против всех — 3,83 % | … |
| 16 декабря 2001 года                   | Выборы Главы Республики Алтай                                    | Повторное голосование Семён Зубакин — Михаил Лапшин                                                | активность — 63,37 % Михаил Лапшин, председатель АПР, депутат Госдумы — 22,06 % Семён Зубакин, действующий глава республики — 15,20 % Владимир Петров, депутат Государственного Собрания Республики Алтай, бывший председатель правительства — 14,11 % Сергей Кречетов, заместитель генерального директора ЗАО «Угольная компания „Южкузбасуголь“» — 13,24 % Виктор Ромашкин, помощник депутата Госдумы (КПРФ) — 11,97 % Александр Бердников, министр внутренних дел республики — 9,67 % Владимир Амургушев, Председатель Верховного Суда Республики Алтай — 5,97 % Нина Думнова, помощник депутата Госдумы — 0,67 % Владимир Куликов, директор департамента социальной работы ООО «Патриоты КПР» — 0,57 % Владимир Панчишин, пенсионер — 0,17 % Юрий Устюгин, безработный — 0,09 % против всех — 2,75 % | … |
| 16 декабря 2001 года                   | Выборы Главы Республики Коми                                     | | | |
| 16 декабря 2001 года                   | Выборы президента Чувашской Республики                           | | Николай Фёдоров — 40,73 % Валентин Шурчанов — 37,73 % | Выборы президента Чувашской Республики 1997 2015 Информация Дата 16 декабря 2001 года |
| Выборы президента Чувашской Республики |                                                                  | | | |
| 1997 2015                              |                                                                  | | | |
| Информация                             |                                                                  | | | |
| Дата                                   | 16 декабря 2001 года                                             | 16 декабря 2001 года                                                                               | 16 декабря 2001 года | |

- Губернаторские выборы-2001